# Ancemont
Ancemont – miejscowość i gmina we Francji, w regionie Grand Est, w departamencie Moza.
Według danych na rok 1990 gminę zamieszkiwały 654 osoby, a gęstość zaludnienia wynosiła 49 osób/km² (wśród 2335 gmin Lotaryngii Ancemont plasuje się na 509. miejscu pod względem liczby ludności, natomiast pod względem powierzchni na miejscu 406.).